# George Klein (inventor)
George Johann Klein, OC MBE (15 d'agost de 1904 – 4 de novembre de 1992) va ser un inventor canadenc nascut a Hamilton, Ontario, a qui sovint se'n diu l'inventor més productiu de Canadà al segle xx. Encara que va tenir problemes com a estudiant de secundària, finalment es va graduar de la Universitat de Toronto a Enginyeria Mecànica.
Els seus invents inclouen contribucions clau a les primeres cadires de rodes elèctriques per a tetraplègics, la primera pistola de grapes microquirúrgiques, el reactor nuclear ZEEP, que va ser el precursor del reactor CANDU, el sistema internacional per classificar la neu que cobreix el terra, els esquís dels avions, el tot terreny Weasel vehicle, l'antena STEM pel programa espacial i el Canadarm.Klein va treballar durant quaranta anys com a enginyer mecànic als laboratoris del Consell Nacional de Recerca de Canadà a Ottawa (1929-1969).
El 1968, va ser nomenat Oficial de l'Orde de Canadà. El 1995, va ser inclòs al Saló de la Fama de la Ciència i l'Enginyeria de Canadà.